# ニホンハッカ
ニホンハッカ（日本薄荷、学名：Mentha canadensis var. piperascens シノニムも数種あり）は、日本在来のシソ科ハッカ属の多年草。通称では和ハッカ（和薄荷）、国外ではワシュハッカ（和種薄荷、Japanese peppermint）と呼ばれている。単にハッカ（薄荷）ということもある。ハーブの一種。
植物学上では、ヨウシュハッカ（M. arvensis）の変種扱いだったが、現在はシノニムとされる。ヨウシュハッカは北半球に広く分布し、日本にも帰化している。ニホンハッカは、ヨウシュハッカよりやや葉が長く、萼筒の裂片が鋭く尖っていることから区別される。

## 特徴
和名のハッカは、中国での漢名「薄荷」を音読みにして名付けられたものである。ネット上のテキストでは「薄い荷」となるから薄荷とするものも散見するが、語源は「薄（密生するもの）」+「荷（地下茎を持つもの。はす（蓮）と同じ）」である。別名で、メグサ、メザメグサ、メハリグサともよばれている。昔は目の疲れに葉で目を押さえて目薬代わりに利用されていたことからメグサ（目草）、眠気覚ましに葉で目をこすったことからメザメグサ（目覚め草）などと名付けられた。
アジア東部の原産といわれ、日本全国に分布する。『本草和名』や『倭名類聚抄』以前の書物に見られないことから、日本へは平安時代に中国から渡来して自生したと推測される。日本には北海道から九州に分布するニホンハッカ以外に日本固有種のヒメハッカ（姫薄荷）が北海道、本州に自生するほか、北海道にはエゾハッカと呼ばれる固有種も自生し、これら3種の種間雑種の自生も報告されている。
やや湿気がある草地に自生する多年草。全体に芳香があり、草丈は20 - 60センチメートルほどになる。地下茎があり、地上茎の断面は四角く、葉は長楕円形で茎に対生する。花期は夏から秋（8 - 10月）ごろ、上部の葉腋に淡紫色か白色の唇形花を輪状に多数咲かせる。
全草、特に茎葉に精油のハッカ油を含んでおり、その精油成分はメントールを主に、ピネン、カンフェン、リモネンなどである。精油成分には、大脳皮質や延髄を興奮させる作用があり、発汗、血液循環を促進させる働きがある。外用すると局所的に血管を拡張させる作用から、筋肉の緊張や痛みを和らげる働きをする。

## 薬用
古くから胃腸薬や鎮痛薬、香料として使用されてきた。秋の開花期に、茎葉を刈り取って陰干しにしたものが薄荷（はっか）と称する生薬、葉だけのものは薄荷葉（はっかよう）と称し、薬用や製薬原料、浴湯料などに利用する。
民間療法として、食欲不振、胃もたれ、腸内ガスの排出などに、1日に2 - 3回、薄荷か薄荷葉をみじん切りにして、カップに小さじ1杯と熱湯を注ぎ、しばらく置いてから飲用するとよいと言われている。いらいらして怒りっぽいとき、のぼせやすい、急に身体が熱くなるような更年期障害に良いとされている。外用するときは、虫刺されのかゆみ止めに生葉を揉んで汁を患部につけるか、頭痛、筋肉痛、肩こりにも患部へ塗ると、痛みを和らげるとされる。芳香が残っている薄荷があれば、布袋に入れて風呂に入れると、肩こり、筋肉痛などを和らげるのに役立つと言われる。

## メントールの利用
水蒸気蒸留によって葉から薄荷油を抽出し、さらにこれを冷却して再結晶させ、ハッカ脳と呼ばれる複合結晶（主成分はl-メントール）を得る原料に用いられる。これらは食品用、生活用品、タバコなどの香料として、また医薬品用（ハッカ油・ハッカ脳とも日本薬局方に収載されている医薬品である）としても用いられている。食品分野では、昔ながらの菓子、飴などの香料としての用途が代表的である。
1930年代、日本はハッカ生産で世界市場の約7割を占め、アメリカ合衆国製「メンソレータム」などの原料として輸出されていた。第二次世界大戦後の1960年代には、外国産ハッカが台頭した。さらに石油を原料とする合成ハッカが増え、1990年代に産業としてのハッカ栽培は、日本でほぼ途絶えた（合成ハッカについては「メントール」を参照）。
清涼感がするのは爽快な香りや、多く含まれているメントールの性質（体中にある冷たさを感じる受容体を刺激したり、常温で昇華するため気化熱を奪ったりする）によるもの。日本薬局方では、芳香・矯臭・矯味（匂い、味）の目的で調剤に用いる。アロマテラピーの世界では、外国産ミントに比べて甘い感じがなく、気分を高揚させるにも落ち着かせるにも、効果が高いという評価もある。

## 生産の歴史

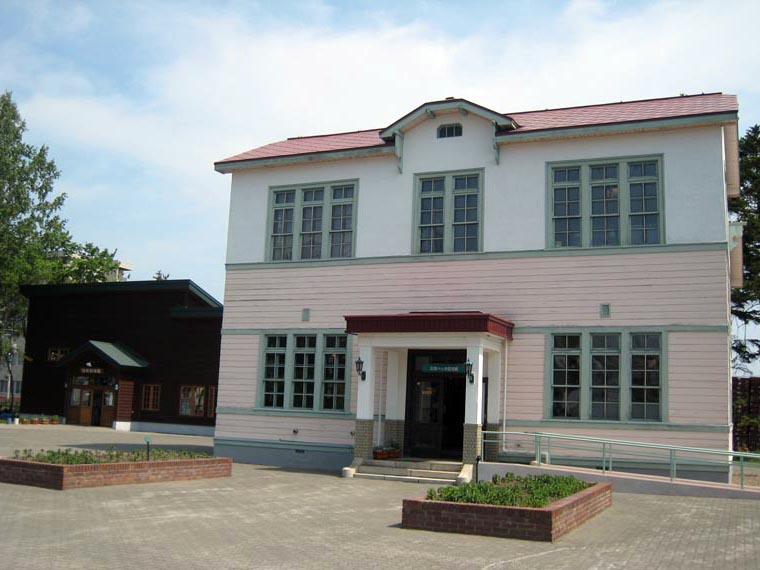
北見ハッカ記念館

日本では、江戸時代後期の天保年間、越後国塩沢（現在の新潟県南魚沼市）で薄荷油をとっていたことが記録されている。同地には戦国大名・上杉謙信が薬草として愛用したという伝説も残る。換金作物として、安政年間に岡山県や広島県で栽培が始まった。
明治初期にかけて、主産地が山形県に移った後、移住者によって北海道で生産が始まった。1890年代には、山形出身の石山伝兵衛が旭川市で、会津若松の薬種商だった渡部精司が北見国湧別村四線（現・紋別郡湧別町）で、山形出身の小山田利七が湧別村学田農場（のち遠軽村、現・紋別郡遠軽町）で、それぞれ本格的なハッカ栽培を手がけた。
その後、野付牛屯田兵の伊東伝兵衛らが、屯田兵解隊前後の1902年、野付牛村（のち野付牛町、現・北見市）でハッカ栽培を開始。反収の高さから一般の開拓農家の注目を集め、網走管内一円で爆発的に作付面積が拡大した。
明治から大正期にかけては、国内外から集まった民間業者が生産農家を回って買い付ける取引形態が続いたが、投機的な取引が盛んで、業者と農家間のトラブルも頻発した。
昭和に入り、それまで取り扱っていた農産物の価格低下に直面した北海道信用購買販売組合聯合会（現・ホクレン農業協同組合連合会）が、ハッカの安定的な高値買い付けを求める農家の要望を受け、民間業者に代わって取引に進出した。
北聯は1932年、ハッカ栽培が盛んだった遠軽村に「北見薄荷工場」の建設を計画したが、工場用地寄付に応じる形で野付牛町に予定地を変更。翌年工場が完成した。操業5年目の1938年の同工場取卸油は、当時の世界の生産量の7割を占めるまでに至ったが、日中戦争の激化に伴う国の統制強化で、大規模な減反を余儀なくされ、一時生産が途絶えた。
第二次世界大戦後は、北見市を中心に23市町村の農家が薄荷耕作組合を結成。朝鮮戦争の影響で米国向けの需要が増え、1950年頃から急速に作付面積が拡大した。1951年以降、収油量や芳香性の向上を目指し、北海道農業試験場遠軽試験地（遠軽町）で寒地品種8品種、岡山県農業試験場倉敷はっか分場（岡山県倉敷市）で暖地品種4品種が開発され、それぞれの地域で普及した。特に「ほくと」は、現在でも園芸店で販売されている。
やがてインドやブラジル産の安価なハッカに押されて、日本での生産は衰退。1960年代以降の合成ハッカ登場、1971年のハッカ輸入自由化でほぼ消滅した。ホクレン北見薄荷工場も、1983年のハッカ輸入関税引き下げのあおりを受け、同年閉鎖した。
網走管内では、紋別郡滝上町札久留地区などで、数軒の農家が生産を続けている。また岡山県矢掛町、倉敷市や前述の新潟県南魚沼市でも少量ながら栽培復活が試みられている。日本でハッカ栽培が縮小し、人件費の安い国からの輸入にシフトしたのは、乾燥や精製だけでなく、地中に張った根から春に芽吹く場所が予見できないため、畑の雑草取りに手間がかかるためである。その労苦を、北海道（紋別郡湧別町）出身の歌人・金子きみは「薄荷刈り　編んで吊るして乾かして　搾油作業に徹夜でかかる」と短歌に詠んでいる（歌集『草の分際』所収）。
北見市は、北見薄荷工場の旧事務所を北見ハッカ記念館として改装し保存しているほか、同市仁頃地区にハッカ畑を設けた「ハッカ公園」を造成。公園産ハッカを原料とした製品づくりにも取り組んでいる。公園内には昭和初期にハッカで大財産を成した商人、五十嵐弥一の邸宅「ハッカ御殿」を移設し、一刀彫の豪華な欄間などの贅沢さで、当時の隆盛を今に伝えている。
このほか、網走管内各地の郷土資料館で、それぞれの地域で使われたハッカ蒸留釜などの資料を見ることができる。

## 近縁種
- セイヨウハッカ（ペパーミント）